# Opuntia stenopetala
Espèce
Classification phylogénétique
Synonymes
- Opuntia arrastradillo Backeb.,  1953.
- Opuntia glaucescens Salm-Dyck, 1834.
- Opuntia grandis Pfeiff.,  1837.
- Opuntia marnieriana Backeb.,  1953.
- Opuntia riviereana Backeb., 1962.
- Opuntia stenopetala var. inerme Bravo,  1974.

Statut de conservation UICN

 LC  : Préoccupation mineure
Statut CITES
Opuntia stenopetala, ou oponce à pétales étroits, est une espèce de plantes à fleurs du genre Opuntia et de la famille des Cactaceae originaire du Mexique.

## Description
C'est un cactus buissonnant bas, formant souvent des fourrés ou des tapis, les branches principales sont rampantes et reposent sur les bords des articulations. Il est ramifié à la base et est formé de « raquettes », c'est-à-dire des segments aplatis, des cladodes, qui sont pour cette espèce presque circulaires. La pruine qui le recouvre lui donne une couleur vert  clair. Ses feuilles sont charnues et tombent rapidement. Les aréoles disposées sur chaque segments portent des glochides. Chaque aréole compte 3 à 7 épines
Il est dioïque, avec des fleurs mâles et femelles sur des plantes séparées. Ses fleurs spectaculaires émergent des aréoles disposées au bords des segments. Les fruits sont des baies juteuses et portent des épines.

## Habitat
Ayant besoin d'un fort ensoleillement, son aire de répartition naturelle se situe au Mexique.

## Systématique
Le nom correct complet (avec auteur) de ce taxon est Opuntia stenopetala Engelm..
Opuntia stenopetala a pour synonymes :
- Opuntia arrastradillo Backeb.
- Opuntia glaucescens Link & Otto
- Opuntia glaucescens Link & Otto ex Salm-Dyck
- Opuntia glaucescens Pfeiff.
- Opuntia grandis Pfeiff.
- Opuntia marnieriana Backeb.
- Opuntia riviereana Backeb.
- Opuntia stenopetala var. inerme Bravo